# Sergey Ilyushin
Sergey Vladimirovich Ilyushin (30 de março de 1894 — Moscou, 9 de fevereiro de 1977) foi um projetista russo de aviões que fundou a construtora de aviões Ilyushin.

## Prêmios e honrarias

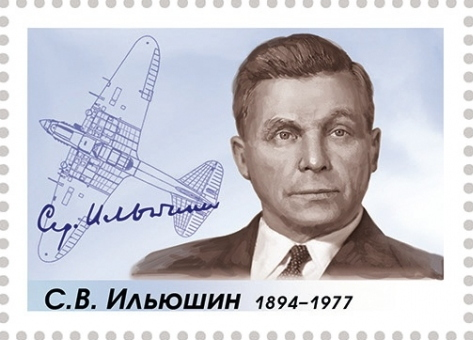
Selo de 2019 da Rússia com a imagem de Ilyushin

- Herói do Trabalho Socialista (1941, 1957, 1974)
- Prêmio Stalin (1941, 1942, 1943, 1946, 1947, 1950, 1952)
- Prêmio Estatal da URSS (1971)
- Prêmio Lênin (1960)
- Ordem de Lenin (1937, 1941, 1945, duas vezes em 1954, 1964, 1971, 1974)
- Ordem de Suvorov 1ª e 2ª classe (1945, 1944)
- Ordem da Revolução de Outubro (1969)
- Ordem da Bandeira Vermelha (1944, 1950)
- Ordem da Bandeira Vermelha do Trabalho (1939)
- Ordem da Estrela Vermelha (1933, 1967)
- Membro do International Air & Space Hall of Fame (2006).[1]

## Biografia
Nascido em Dilialevo, Rússia, começou a se interessar por aviões em 1910 e foi piloto na Primeira Guerra Mundial. Depois de obter uma licença da Força Aérea Russa em 1926, começou a projetar aeronaves. Suas primeiras aeronaves foram o Ilyushin Il-2 e Ilyushin Il-4 que eram bombardeiros e foram amplamente utilizados na Segunda Guerra Mundial. Após a guerra, começou a construir aviões comerciais, como o Ilyushin Il-18 e Ilyushin Il-62.
Sergey Ilyushin faleceu em 1977 e foi enterrado no Cemitério Novodevichy, Moscou.
1. ↑  Sprekelmeyer, Linda, ed. (2006) Estes que Honramos: O International Aerospace Hall of Fame. Donning Co. Publishers. ISBN 978-1-57864-397-4.